# Глинка, Авдотья Павловна
 Авдотья Павловна Глинка, урождённая Голенищева-Кутузова (1795 — 1863) — русская поэтесса, прозаик, переводчица, общественная деятельница. Супруга поэта Ф. Н. Глинки.

## Биография
Дочь куратора Московского университета Павла Ивановича Голенищева-Кутузова от брака с  княжной Еленой Ивановной Долгоруковой (ум. 1850). Детство провела в семье своего деда -  президента Адмиралтейств-коллегии И. Л. Голенищева-Кутузова, который вместе  с Е. И. Голенищевой-Кутузовой был её восприемником при крещении в церкви Андрея Первозванного, на Васильевском острове. Получила домашнее образование, знала французский, немецкий и итальянские языки, играла на арфе и фортепиано. С юности сочиняла стихи, переводила преимущественно религиозную лирику немецких романтиков.
После смерти отца вместе с матерью из-за нехватки средств переехала из Москвы в родовое имение Кузнецово, в Бежецком уезде Тверской губернии. Вскоре в Твери познакомилась с Фёдором Николаевичем Глинкой и в марте 1831 года вышла за него замуж и переехала с ним в Орёл. После его отставки с 1835 по 1853 года жила с мужем в Москве, затем — в Петербурге, а с 1862 года — в Твери. Брак их был бездетным.

Поддерживала знакомства с литераторами и устраивала у себя в доме «литературные понедельники». В её окружение входили М. А. Дмитриев, А. Ф. Вельтман, Ф. Б. Миллер, М. П. Погодин, С. Е. Раич, Е. П. Ростопчина и С. П. Шевырёв; в Петербурге их посещали П. А. Плетнев, князь П. А. Вяземский, Н. И. Греч. По словам современника, «в наружности и приемах Авдотьи Павловны не было ни капли благородной крови её предков»:
Она была похожа на пожилую немку, даже туалет её отзывался немецким вкусом; все на ней было неуклюже, окорочено, съёжено. Она носила гранатовое ожерелье, на котором висел серебряный лорнет. С мужем своим, маленьким, худеньким, черноволосым старичком с крошечным лицом, она жила дружно. Супруги постоянно и добросовестно восхищались друг другом. Она была религиозна, но как инквизиторы, без христианской любви.
Ещё в Орле, Авдотьей Глинкой был опубликован её перевод из Шиллера «Песнь о Колоколе» (М., 1832), который был похвален В. А. Жуковским; Н. А. Полевой назвал его «цветком, пересаженным на дикое поле русской словесности душою истинно поэтическою». В дальнейшем она переводила преимущественно религиозную лирику немецких романтиков. А. П. Глинка много печаталась в «Северной пчеле», «Маяке современного просвещения», православном журнале «Странник».
При жизни А. П. Глинки отдельной книгой вышли «Стихотворения Шиллера» (СПб., 1859). Кроме того, были опубликованы её повести: «Гибель от пустого чванства» (1852), «Леонид Степанович и Людмила Сергеевна» (1856), «Катя» (1858).
Особым успехом пользовались ею составленные и выдержавшие много изданий книги  «Жизнь Пресвятые Девы Богородицы: Из кн. Чети-Минеи» (М., 1840), «Житие великомученицы Анастасии» (М., 1863) и пр. Она сумела овладеть искусством составления акафистов; некоторые и поныне бытуют в широком церковном обиходе. В сфере благотворительности она стала основательницей движения «Доброхотная копейка».
А. П. Глинка умерла в июле 1863 года от катара желудка. Похоронена на кладбище Жёлтикова монастыря в Твери.